# Callerebia kamriana
Callerebia kamriana är en fjärilsart som beskrevs av Robert Christopher Tytler 1926. Callerebia kamriana ingår i släktet Callerebia och familjen praktfjärilar. Inga underarter finns listade i Catalogue of Life.